# De Hoop (Hellendoorn)
De Hoop is een korenmolen in Hellendoorn in de Nederlandse provincie Overijssel.
De molen werd in 1854 gebouwd. Tot 1937 bleef de molen op windkracht in bedrijf, daarna werd er met een elektromotor verder gemalen in een naastgelegen maalderij. De molen diende slechts als opslagruimte. De molen werd in 1973 eigendom van de gemeente Hellendoorn en in 1978 was de restauratie van de molen voltooid. Sinds 1985 wordt de molen weer door een beroepsmolenaar gebruikt.
De molen is thans ingericht met twee koppels maalstenen waarvan er een op windkracht wordt aangedreven, het andere exemplaar heeft motoraandrijving. Daarnaast bezit de molen diverse andere werktuigen voor het maalbedrijf. De roeden van de molen zijn 22,50 meter lang en zijn voorzien van het Oudhollands hekwerk met zeilen